# Alboí de Spoleto
Alboí de Spoleto fou duc de Spoleto a la mort de Ratquis de Friül el 757, per elecció de la noblesa local. El rei Desideri d'Ístria dels longobards no va aprovar l'elecció. Seguint indicacions del Papa, Alboí es va declarar feudatari del rei dels francs. El 758 Desideri va envair el ducat i va ocupar la capital i va fer presoner a Alboí. El seu aliat Luitprand de Benevent, que estava en situació similar, va poder fugir i Benevent fou també ocupada. Desideri va assolir personalment el títol de duc de Spoleto.